# Värmlands fältjägarkår
Värmlands fältjägarkår (№ 26) var ett infanteriförband inom svenska armén som verkade i olika former åren 1790–1901. Förbandsledningen var förlagd i Karlstads garnison i Karlstad.

## Historia

### Bildandet
Värmlands fältjägarkår sattes upp 1790 som ett värvat förband under namnet  Värmlands fotjägarbataljon. Värmlands fotjägarbataljon sattes upp för att försvara gränsen mot det danska Norge. Bataljonen sattes upp med tre kompanier om 100 man vardera. De var till en början underställda Närke-Värmlands regemente och 150 man hölls i ständig garnison i Karlstad. År 1796 indrogs dock denna garnison. Under fälttåget till Norge 1808 ingick fotjägarbataljonen i 1. brigaden under överste Lejonstedt och fanns på arméns högra flygel. Tillsammans med Närke-Värmlands jägare utgjorde de en stark bataljon på 600 man. Bataljonen deltog i striderna vid Lier den 18 april 1808, där de under kapten Liljeström och kapten Materns utmärkte sig. De deltog även i striderna vid Masterud den 1 maj, vid Mobäck den 18 maj, vid Magnor den 19 juli, samt vid samma ställe den 22 september 1808. De deltog sedermera i Georg Adlersparres tåg tillsammans med Närke-Värmlands regemente till Stockholm för att avsätta Gustav IV Adolf. År 1812 tillfördes fältjägarkåren en ytterligare bataljon, även den om tre kompanier. Då Fältjägarkåren nu bestod av två bataljoner och totalt 600 man antogs namnet Värmlands fältjägarregemente.
År 1813 skeppas regementet till Tyskland för att delta i kriget mot Napoleon. Här tilldelas regementet den svenska arméns 4. brigad under överste Reuterskiöld och 2. divisionen under generallöjtnant Sandels. De deltar sen i arméns alla marscher och bevistar slagen vid Grossbeeren den 23 augusti, Dennewitz den 6 augusti och Leipzig den 18 oktober. Regementet deltog dock inte aktivt i slagen utom vid stormningen av Leipzig där regementet utmärkte sig med tapperhet. Därefter deltog regementet i fälttåget till Holstein samt till Belgien under 1814. I Belgien användes regementet inklusive hela brigaden vid blockaden av fästningen Maastricht på den högra Maasstranden mellan 10 mars och 9 april.
Efter återkomsten till Sverige sommaren 1814 deltog regementet i det norska fälttåget. Här ingick regementet i 7. brigaden under överste von Platen och 4. divisionen under generalmajor Gustaf Fredrik Mörner. De överflyttades dock i redan början till Eberhard von Vegesacks avdelning som i början av fälttåget belägrade Fredrikstens fästning och sen marscherade norrut. De 6 augusti 1814 deltog de i striderna vid Rakkestad. Jägarregementets ena bataljon gick där i spetsen för en styrka som stormade över en bro, som var byggd framför norrmännens högra flank och lyckades driva bort fienden. Andra bataljonen stormade under överstelöjtnant Holmstedts ledning främst i en styrka som gick över en annan mindre bro mitt i fronten. Regementet deltog även i striderna vid Trögstad den 10 augusti 1814.

### Rangordningen
Den rangordning som hade fastställts i 1634 års regeringsform började halta och skapa luckor efter freden i Fredrikshamn den 17 september 1809, då Finland tillföll Ryssland och de svenska regementen i Finland upplöstes. Därmed fanns det ett behov med att skapa ett nytt system. Under kronprins Karl Johans tid infördes 1816 ett nytt numreringssystem, där de svenska regementena genom en generalorder den 26 mars 1816 tillfördes ett officiellt ordningsnummer, till exempel № 26 Värmlands fältjägarregemente. Till grund för numreringen låg inte bara ett regementes status, utan också de svenska landskapens inbördes ordning, samt att Svealand, Götaland och Norrland skulle varvas. De lägsta ordningsnumren tilldelades "liv- och hus- trupperna". Dessa nummer hade dock ingenting med rangordningen att göra, vilket bland annat framgår av gamla förteckningar där infanteri- och kavalleriförband är blandade just med hänsyn till rang och värdighet.

### Försvarsbesluten
År 1876 reducerades Värmlands fältjägarregemente med en bataljon och därmed antogs namnet Värmlands fältjägarkår. I samband med försvarsreformen 1901 sammanslogs Värmlands fältjägarkår med Hallands bataljon och bildade den 1 januari 1902 Vaxholms grenadjärregemente. Genom försvarsbeslutet 1925 uppgick detta regemente den 1 januari 1928 i Göta livgarde och bildade regementets första bataljon.
Inför försvarsbeslutet 1936 föreslogs det en avveckling av Värmlands regemente. Som kompensation till Värmlands för avvecklingen skulle en flygflottilj förläggas till Karlstad. Men förslaget följdes av massiva protester och förslaget ändrades istället till att Värmlands regemente skulle reduceras till en kår. Kåren skulle omfattas av en bataljon skulle samtidigt överta namnet från det tidigare Värmlands fältjägarkår. Dock förlades flottiljen till Lidköping istället för till Karlstad och Värmlands regemente behöll sitt namn.

## Förläggningar och övningsplatser
Exercis hölls ursprungligen på Nya Torget, Salttorget och Djäknefältet i Karlstad. Skjutövningar hölls på Djäknefältet medan fälttjänstövningar hölls vid Herrhagen. År 1812 förlades övningarna till Varpnäs mo varifrån de 1831 flyttades till Trossnäs fält. Exercisen hölls 1832–1836 vid Höglunda i Trossnäsfältets utkant, där även soldaterna var förlagda under övningarna. År 1836 började man uppföra de första kasernerna vid Trossnäs. Även om kåren vapenövades på Trossnäs fält, så låg regementets expedition i Karlstad.

## Heraldik och traditioner

### Förbandsfanor
År 1885 tilldelades kåren sin fana vid en ceremoni på Trossnäs fält. Fanan överlämnades av kronprins Gustaf, från 1907 kung Gustav V. Efter att kåren avvecklades, kom Vaxholms grenadjärregemente att föra kårens fana vid sidan om Hallands bataljons fana. Fanan kom från den 1 januari 1928 att föras av 1:a bataljonen vid Göta livgarde (I 2) fram till dess avveckling den 25 september 1939.

### Uniformer
Genom åren har I 26 haft flera uniformer som enbart använts av regementet och har därför en mycket annorlunda uniformshistoria än den övriga armén. Förutom den första uniformen (m/1779) som var identisk med Närke-Värmlands regemente (röd och blå), så brukade regementet till sin nedläggning gröna uniformer med svarta uppslag. År 1859 infördes en uniform märkbart influerad av den som vid tiden bars av Garibaldis friskyttar. Hattens utformning delades med det norska gardet, en rundkullig hatt med hästtagelståndare, kanske som ett tecken på enighet i den svensk-norska unionen.

## Förbandschefer
- 1790–1794: Fredrik Stuart
- 1794–1808: Carl Axel von Morian
- 1808–1810: Elias von Eckstedt
- 1810–1811: Johan Anton von Matérn
- 1811–1816: Johan Jakob Holmstedt
- 1816–1826: Josias Montgomery-Cederhielm
- 1826–1841: Adolph Blûm
- 1841–1844: Carl Gustaf Fleetwood
- 1844–1855: Otto Ulfsparre
- 1855–1859: Samuel August Sandels
- 1859–1871: August Silverstolpe
- 1871–1873: Fridolf Helin
- 1873–1881: Helmer Falk
- 1881–1887: Edvard Kuylenstierna
- 1887–1894: Axel Lilliehök
- 1894–1901: Carl Stiernstedt

## Namn, beteckning och förläggningsort
| Kungl Värmlands fotjägarbataljon   | 1790-03-16 | – | 1812-02-13 |
| Kungl Värmlands fältjägarregemente | 1812-02-14 | – | 1875-12-31 |
| Kungl Värmlands fältjägarkår       | 1876-01-01 | – | 1901-12-31 |

| № 26 | 1816-03-26 | – | 1901-12-31 |

| Karlstad (F)      | 1790-09-12 | – | 1817-??-?? |
| Varpnäs mo (F)    | 1817-??-?? | – | 1832-05-31 |
| Trossnäs fält (F) | 1832-06-01 | – | 1901-12-31 |

## Galleri

Uniform 1794.
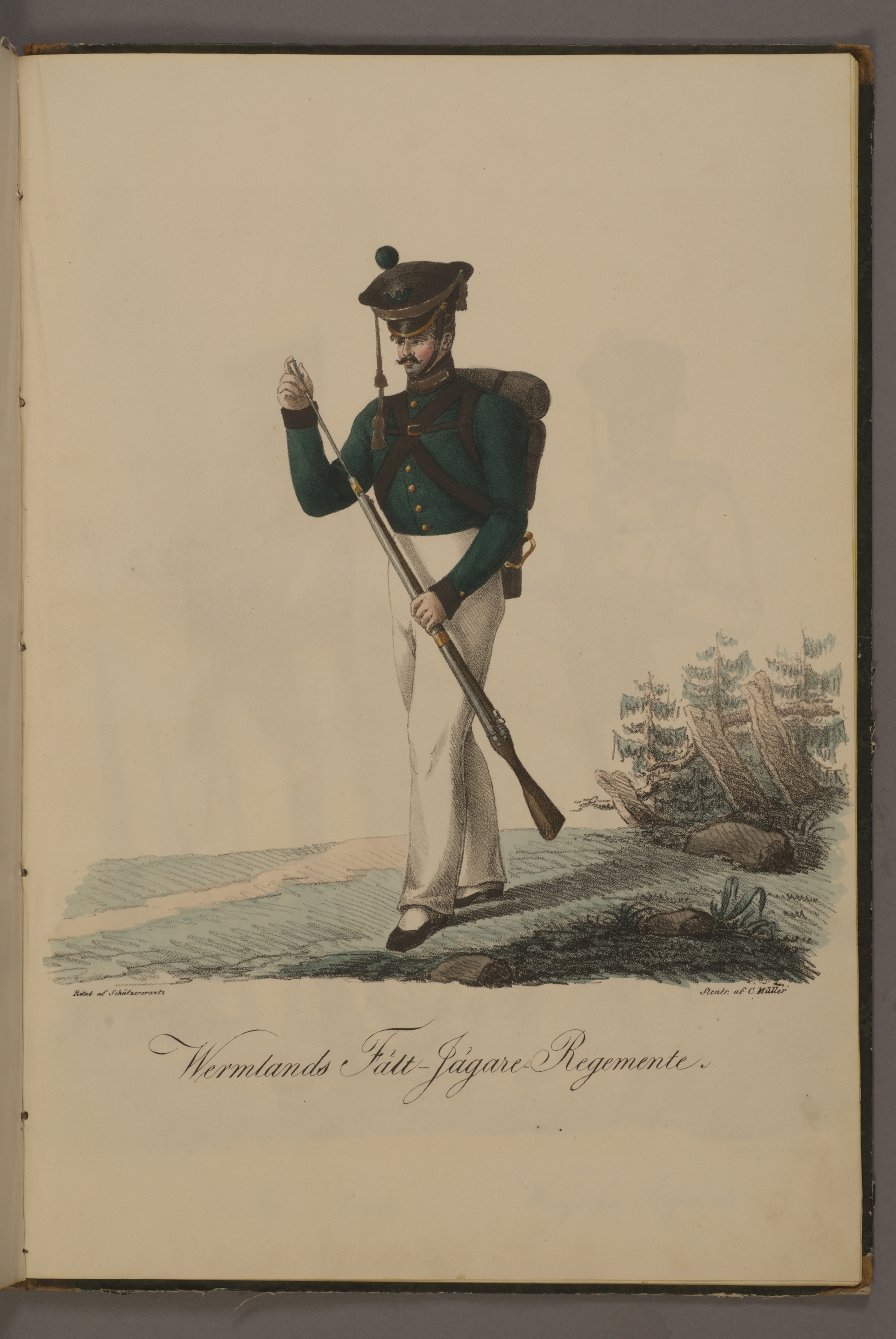
Uniform cirka 1825.
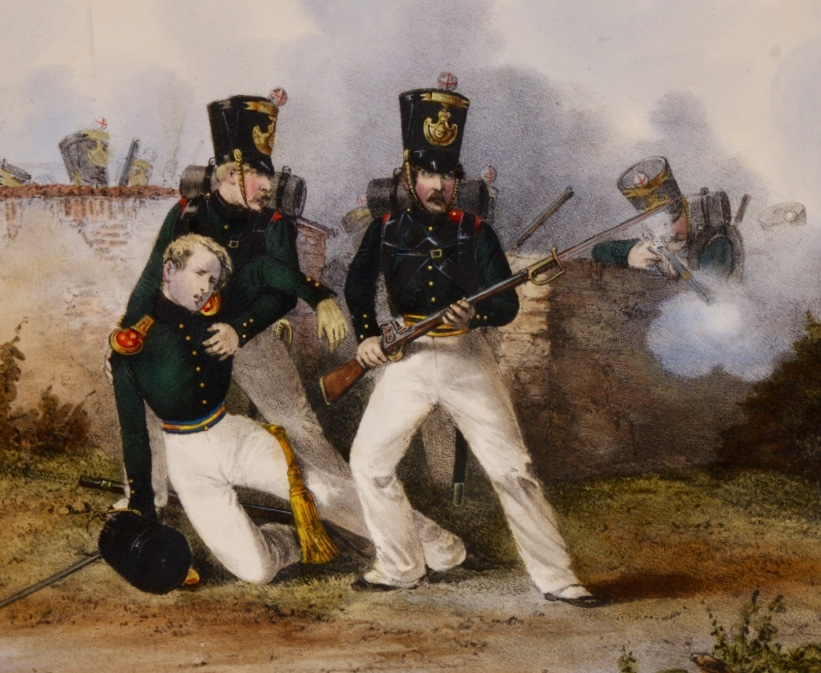
Fältjägarregementets uniformer cirka 1840.
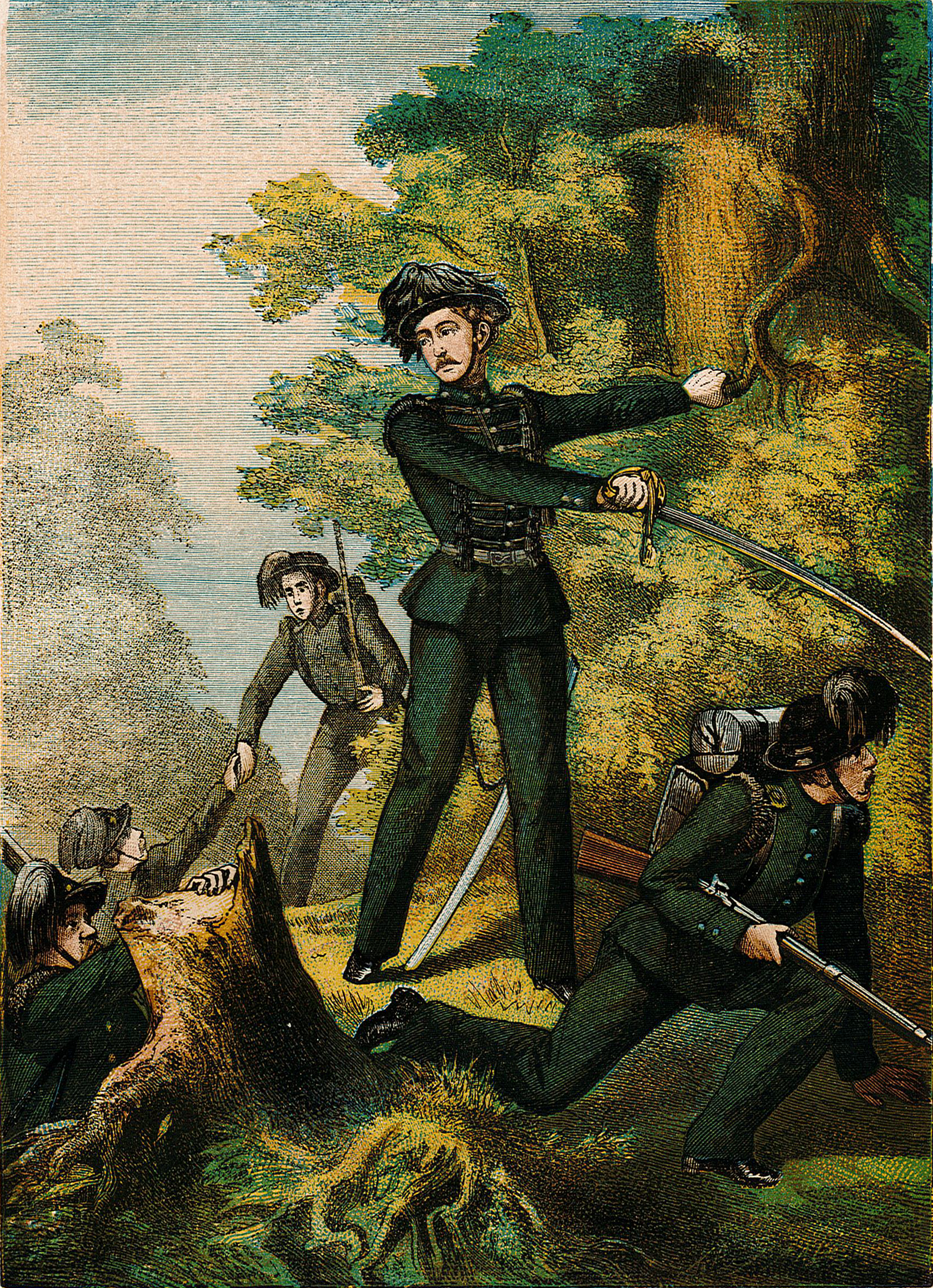
Fältjägarregementets uniformer vid mitten av 1860-talet.
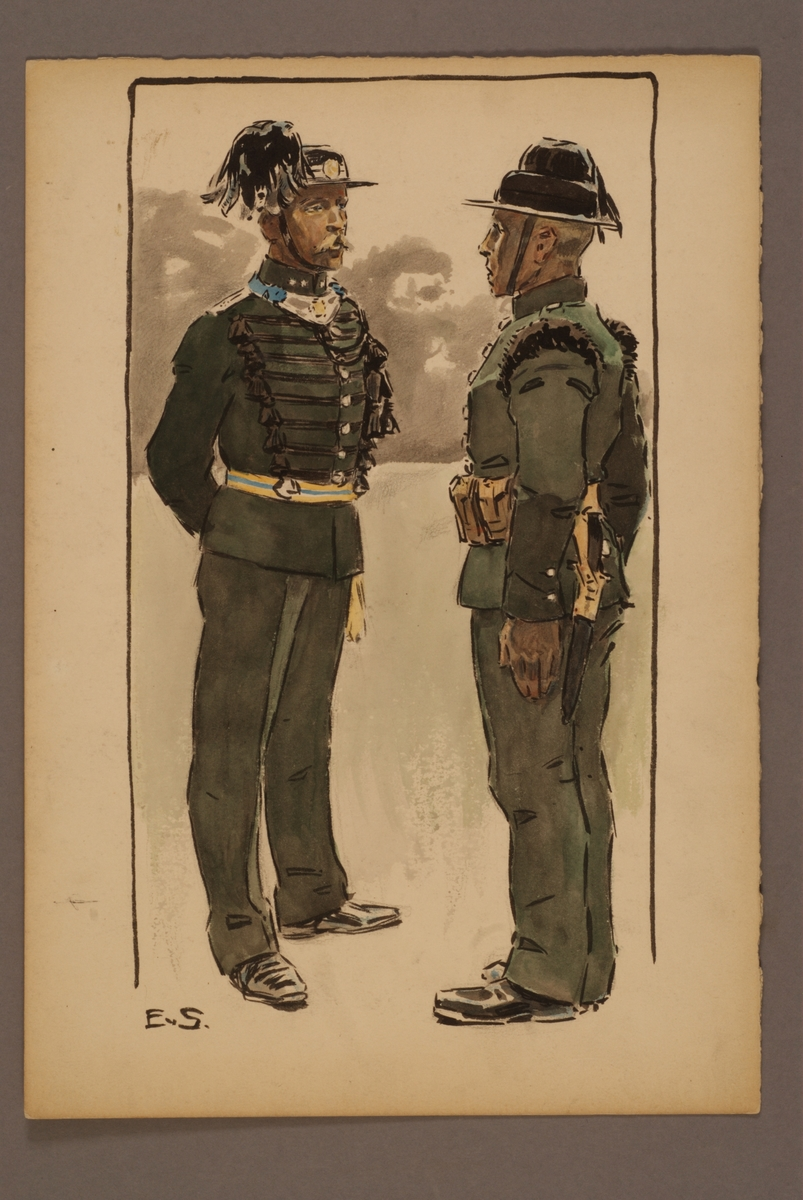
Uniform för Värmland fältjägare
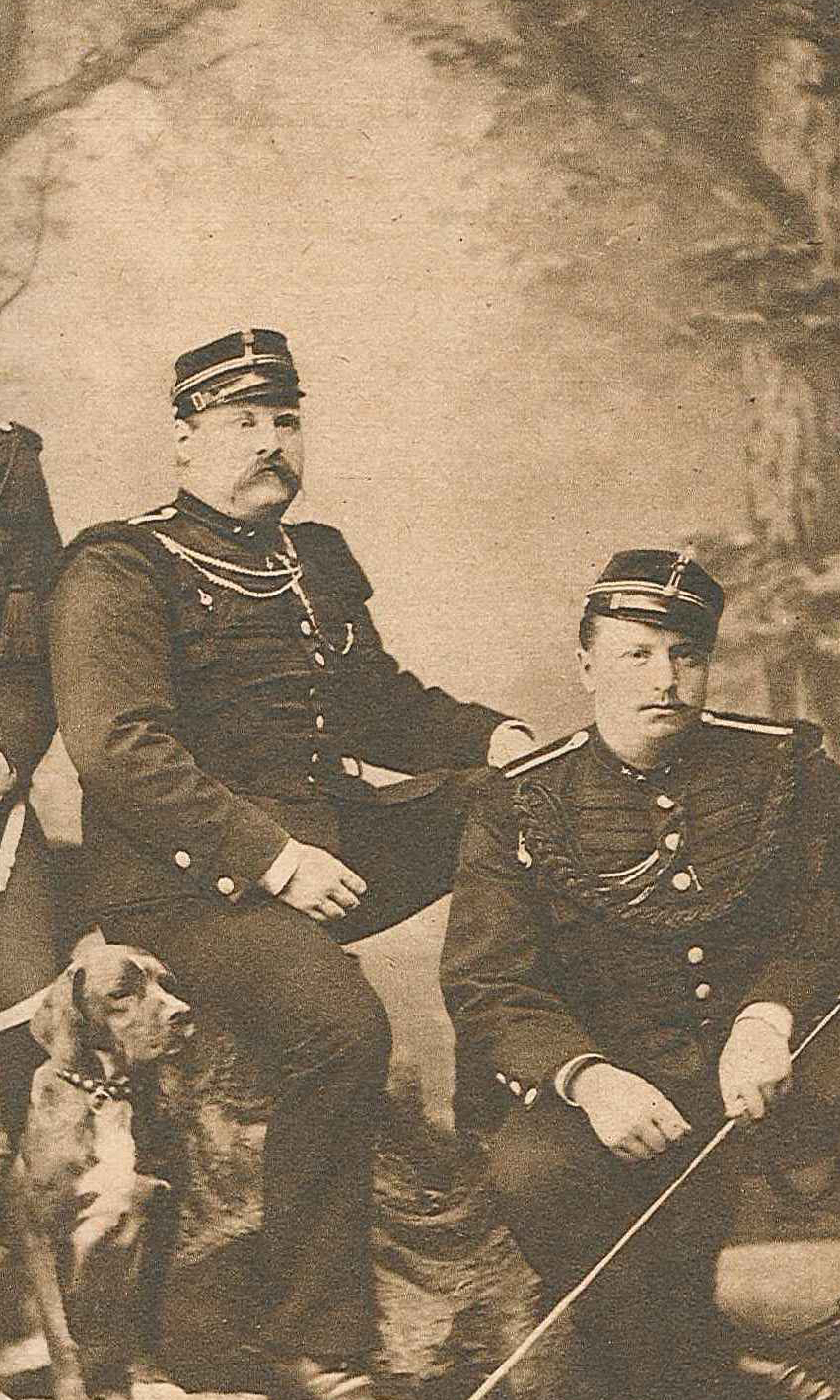
Två officerare tillhörande Värmlands fältjägarkår omkring 1890. De är iförda den för förbandet unika Jacka m/1859.
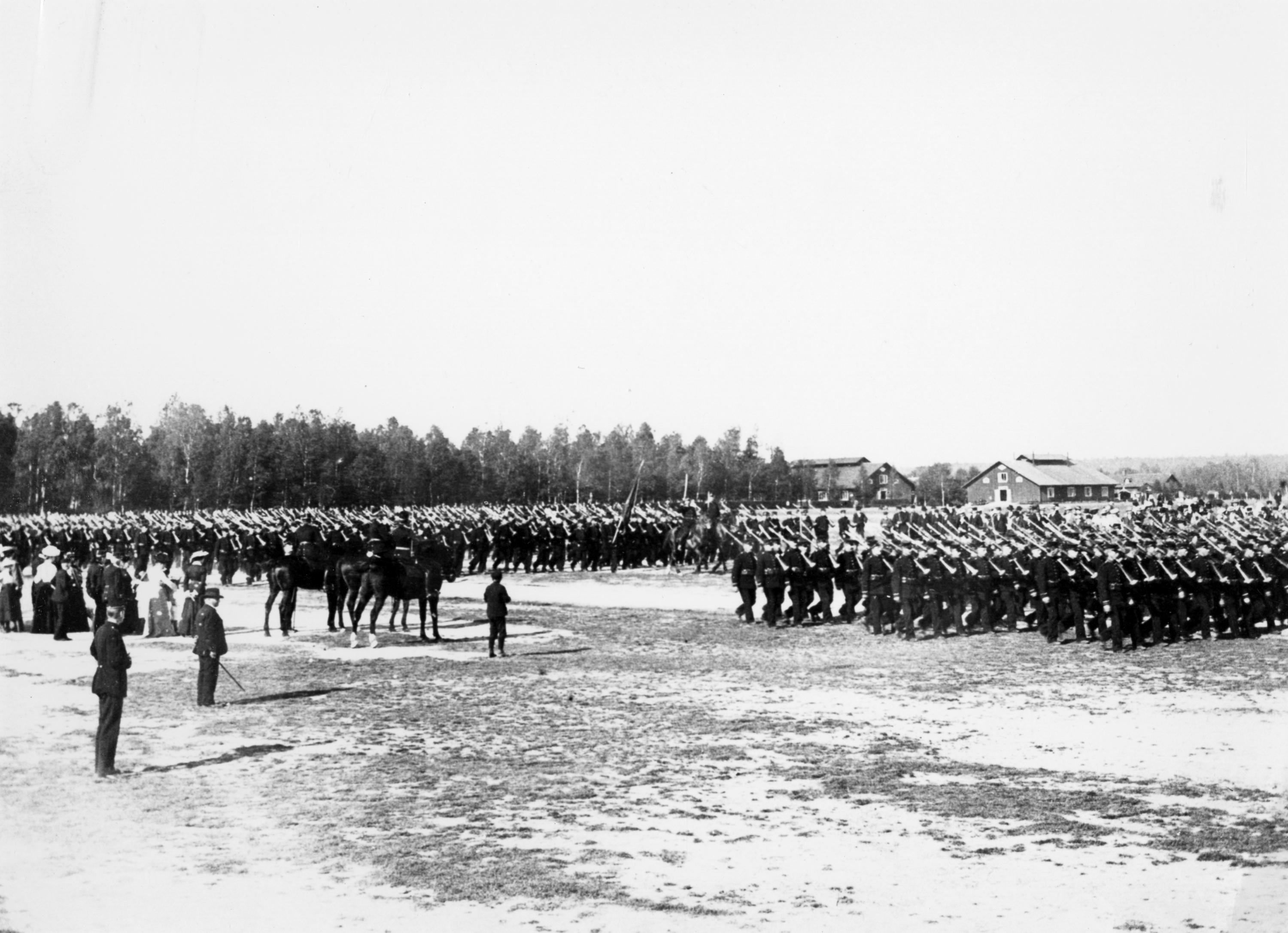
Värmlands regemente marscherar i dubbelkolonn på Trossnäs fält. I bakgrunden syns två rekrytbaracker vid Värmlands fältjägarkårs gamla läger.
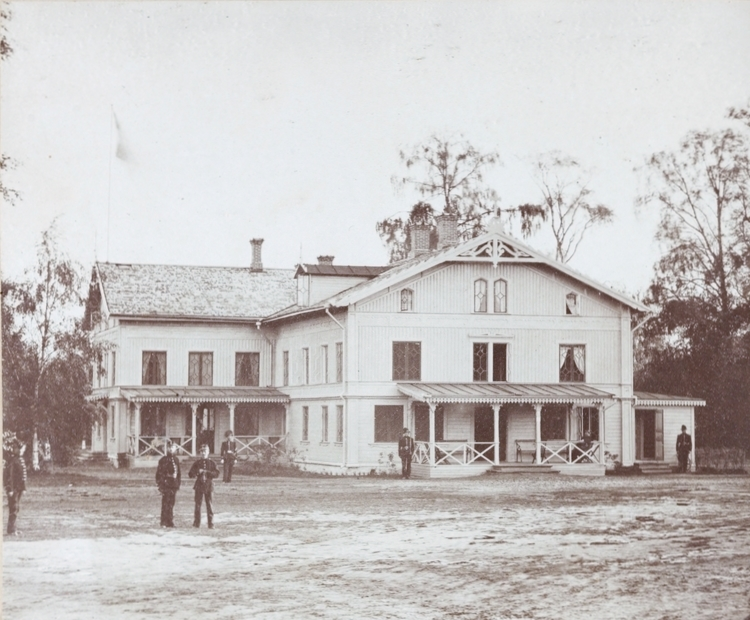
Officerspaviljongen vid Trossnäs fält.